# 몬테네그로 항공의 운항 노선
2017년 1월 기준, 몬테네그로 항공의 운항 노선은 다음과 같다.

## 운항 노선

### 아시아

#### 중앙아시아
- 아르메니아
  - 예레반 - 츠바르트노츠 국제공항

### 유럽

#### 서유럽
- 영국
  - 런던 - 런던 개트윅 국제공항
- 프랑스
  - 파리 - 파리 샤를 드 골 국제공항
  - 리옹 - 생텍쥐페리 국제공항
- 독일
  - 뒤셀도르프 - 뒤셀도르프 국제공항
  - 프랑크푸르트 - 프랑크푸르트 국제공항

#### 중유럽
- 스위스
  - 취리히 - 취리히 국제공항
- 오스트리아
  - 빈 - 빈 국제공항

#### 남유럽
- 몬테네그로
  - 포드고리차 - 포드고리차 국제공항 허브
  - 티바트 - 티바트 국제공항 허브
- 보스니아 헤르체고비나
  - 투즐라 - 투즐라 국제공항
- 세르비아
  - 베오그라드 - 베오그라드 니콜라 테슬라 국제공항
- 슬로베니아
  - 류블랴나 - 류블랴나 국제공항
- 이탈리아
  - 로마 - 레오나르도 다 빈치 국제공항

#### 동유럽
- 러시아
  - 모스크바 - 도모데도보 국제공항
  - 상트페테르부르크 - 풀코보 국제공항

#### 북유럽
- 덴마크
  - 코펜하겐 - 코펜하겐 공항